# Baraklı, Evciler
Baraklı là một xã thuộc huyện Evciler, tỉnh Afyonkarahisar, Thổ Nhĩ Kỳ. Dân số thời điểm năm 2011 là 597 người.